# Riemke (Bochum)
Riemke ist ein Stadtteil von Bochum im Stadtbezirk Bochum-Mitte mit 7557 Einwohnern (30. September 2022).

## Lage und Ortsbild
Riemke liegt im Norden von Bochum und grenzt dort an die Stadt Herne. Auf Bochumer Gebiet grenzt Riemke an die Stadtteile Bergen, Hiltrop, Grumme und Hofstede.

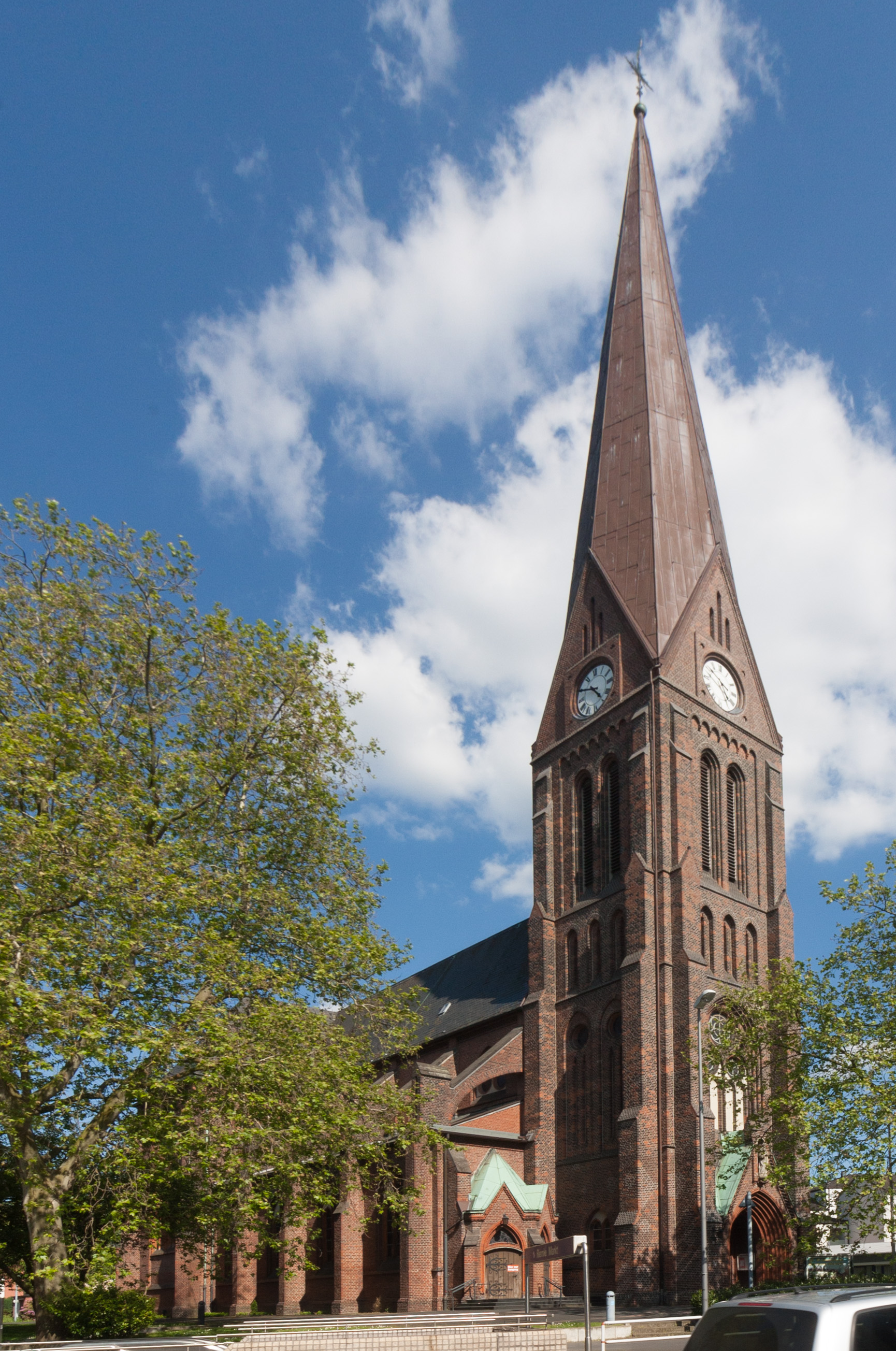
St.-Franziskus-Kirche

Im Zentrum von Riemke liegt der Marktplatz, auf dem bereits seit Jahrzehnten ein Wochenmarkt stattfindet. Um ihn herum existieren auch zahlreiche Geschäfte und Gaststätten. Von dem ehemaligen Kriegerdenkmal auf dem Marktplatz steht nur noch der Sockelbereich. Sehenswert ist die denkmalgeschützte Pfarrkirche St. Franziskus.

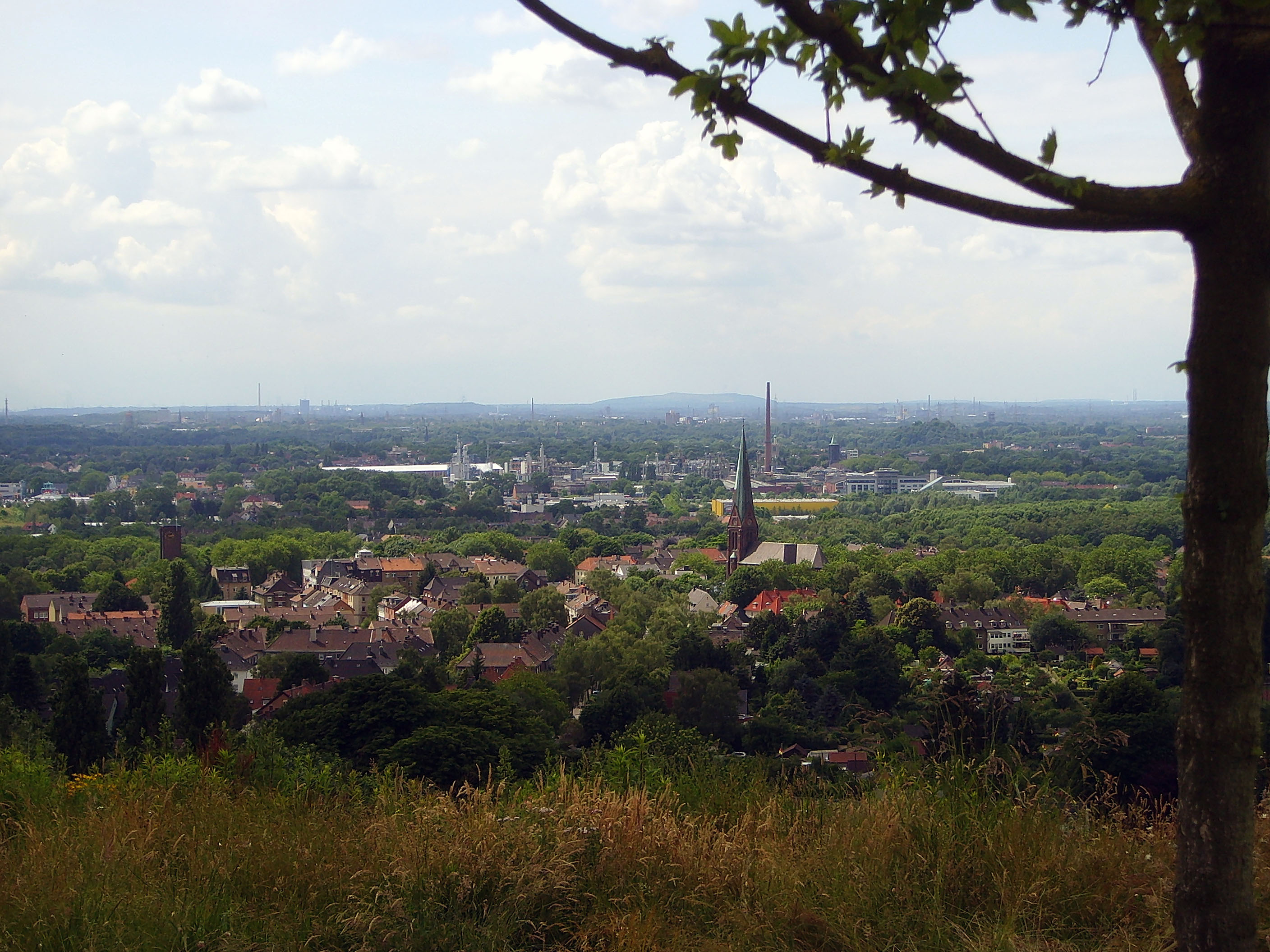
Riemke vom Tippelsberg aus, Juni 2007

In Riemke liegt mit dem Tippelsberg, einem Teil der Castroper Höhen, eine der höchsten Erhebungen Bochums. Nach Nordwesten hin gibt es nahezu keine natürlichen Erhebungen mehr. Auf den Berg wurde eine Schutthalde aufgeschüttet, welche Ende 2004 stillgelegt wurde. Von dem Berg bietet sich eine hervorragende Weitsicht. Westlich sind die Innenstadt von Essen sowie der Tetraeder in Bottrop zu erkennen. In Richtung Norden reicht der Blick bis nach Haltern. Nach Osten begrenzen die Erhebungen an der Castroper Straße und den nördlichen Stadtteilen wie Gerthe den Blick. Der Berg wird zum Drachensteigen genutzt und ist ein beliebter Treffpunkt zu Silvester.
Im Osten von Riemke liegt das Naturschutzgebiet Tippelsberg-Berger Mühle.
Riemke besitzt Anschluss an die U-Stadtbahn-Linie U35 (Bochum–Herne) sowie an die Bundesstraße 51 und die Autobahn 43. Die zentrale Haltestelle ist der U-Bahnhof Riemke Markt. Außerdem besitzt Riemke Anschluss an das Eisenbahnnetz mit einem Haltepunkt an der Strecke Bochum–Gelsenkirchen (Glückauf-Bahn).

## Geschichte
Die erste urkundliche Erwähnung von Altenbochum als Reinbeki findet sich um das Jahr 900 im Heberegister des Klosters Werden (Werdener Urbar A), welches viele Bauerschaften (villae) im Borahtron-Gau auflistete.
Riemke wurde bekannt durch zahlreiche Schachtanlagen der Zeche Constantin der Große und den großen Güterbahnhof an der Eisenbahnhauptstrecke Bochum–Gelsenkirchen. Direkt nördlich im Anschluss an den Güterbahnhof befand sich früher der Zechenbahnhof der Zechen Constantin der Große und Hannibal.
Im heutigen Naturschutzgebiet Tippelsberg-Berger Mühle gab es um 1900 das Ausflugslokal Zillertal. Dort gab es auch einen Teich für Ruderboote und Forellen. Der Begriff Zillertal ging auch auf das ganze Tal über und war auch Namensgeber der Zillertalstraße.

Schule am Tippelsberg, 1930

Die Volksschule an der Hiltroper Straße wurde 1928 vom Stadtbaumeister Sepp Spannmacher fertiggestellt. Das denkmalgeschützte Gebäude ist ein Vertreter des Endes der 1920er im Ruhrgebiet verbreiteten Backsteinexpressionismus.
Mit Inkrafttreten des Gesetzes über die Neuregelung der kommunalen Grenzen im rheinisch-westfälischen Industriebezirke wurde die Gemeinde Riemke am 1. April 1926 nach Bochum eingemeindet. 43 Hektar wurden nach Herne umgegliedert.
Ab 1957 wurden in Riemke von Graetz Fernsehgeräte produziert, bis der Betrieb 1987 von dem finnischen Konzern Nokia übernommen wurde. 1991 erfolgte die Umstellung auf die Fertigung von Mobiltelefonen; im Januar 2008 kündigte Nokia die ersatzlose Schließung des Werkes an, die zum 1. Juli 2008 umgesetzt wurde.
An der Neidenburger Straße wurde eine kleine Siedlung für 16 Familien, die als Vertriebene aus dem Kreis Neidenburg kamen, errichtet. Bochum ist die Patenstadt des Kreises. Im Jahr 1961 wurden vom Bochumer Oberbürgermeister Heinemann in der Siedlung ein Gedenkstein eingeweiht. An der Zillertalstraße entstand um 1965 eine größere Siedlung mit Kindergarten. Diese abgelegene Schlichtsiedlung genoss keinen guten Ruf. Ende der 2000er wurde sie abgerissen und es wurden dort neue Einfamilienhäuser gebaut. 
Bei einem Großbrand in den Morgenstunden des 25. Juni 2007 ist an der Schöllmannstraße die um 1920 erbaute Lagerhalle der ehemaligen Hauptwerkstatt des Zechenbahnhofs Constantin der Große/Hannibal niedergebrannt. Nur wenige Wochen später, am 16. Juli 2007, brach in einer Lagerhalle der Verwertungsfirma Kost ein Feuer aus, das das komplette Gebäude in Brand setzte und erst nach drei Stunden unter Kontrolle gebracht werden konnte. Laut Auskunft der Firma beträgt der entstandene Schaden rund 1,8 Millionen Euro. Im August 2013 gab es einen weiteren Großbrand auf dem Gelände des Unternehmens AGR-DAR GmbH. Im August 2015 verkaufte die AGR-DAR das Gelände, das sie bereits seit Ende 2014 nicht mehr nutzte, an eine Immobilienentwicklungsgesellschaft aus Bochum.
Auf einer nicht mehr genutzten städtischen Sportfläche entstand im Jahr 2021 mit den „Urban Green“ ein multifunktionales grünes Quartierszentrum für Bewegung und Begegnung unter Betreiberschaft der Falken Bochum.

## Bevölkerung
Am 31. Dezember 2024 lebten 7.723 Einwohner in Riemke.
Strukturdaten der Bevölkerung in Riemke:
- Minderjährigenquote: 16,1 % [Bochumer Durchschnitt: 15,2 % (2024)]
- Altenquote (60 Jahre und älter): 27,5 % [Bochumer Durchschnitt: 29,3 % (2024)]
- Ausländeranteil: 16,5 % [Bochumer Durchschnitt: 17,0 % (2024)]
- Arbeitslosenquote: 9,5 % [Bochumer Durchschnitt: 8,9 % (2017)]

## Bahnhof

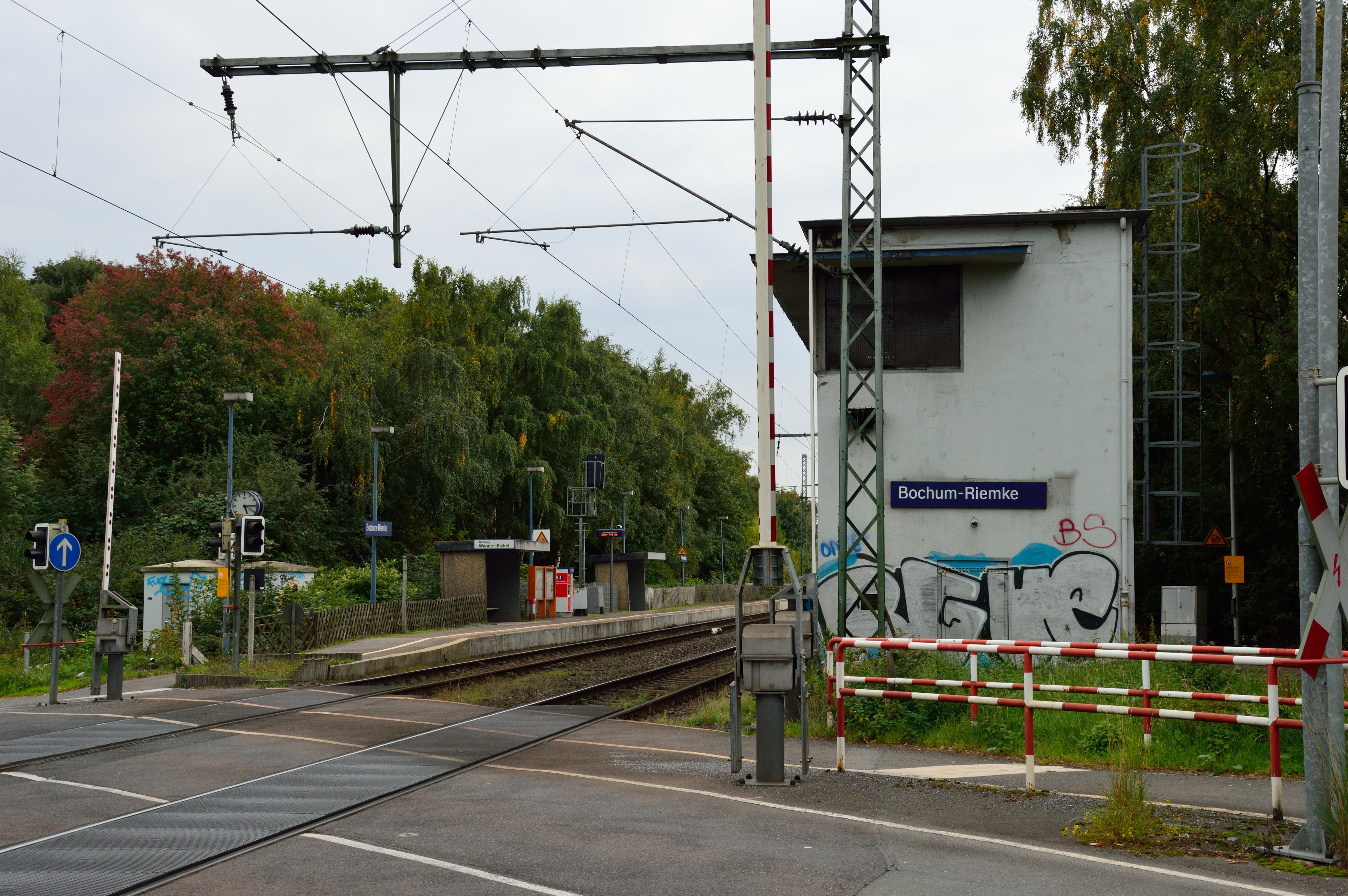
Bahnhof Bochum-Riemke

Der Durchgangsbahnhof Bochum-Riemke (früher Bochum-NOKIA, davor Bochum-Graetz) liegt an der Bahnstrecke Bochum–Gelsenkirchen. Er verfügt über zwei Außenbahnsteige. Der Haltepunkt mit dem Kürzel EBGZ kann am Wochenende etwa 40 Zugfahrten der Glückauf-Bahn verzeichnen, werktags sind es doppelt so viele. Der Vest-Ruhr-Express (RE 41) von Bochum Hbf. nach Haltern am See fährt stündlich durch Riemke, hält dort aber nicht. Außerdem fahren insbesondere nachts viele Güterzüge auf der Strecke.
| Linie | Verlauf | Takt                                              |
| ----- | --- | ------------------------------------------------- |
| RB 46 | Glückauf-Bahn: Gelsenkirchen Hbf – Wanne-Eickel Hbf – Bochum-Riemke – Bochum-Hamme – Bochum West – Bochum Hbf Stand: Fahrplanwechsel Dezember 2021 | 30 min (wochentags) 60 min (Wochenende/Feiertage) |

Die Buslinie 366 hält direkt am Bahnhof und wird im Auftrag der BOGESTRA betrieben.
| Linie | Verlauf | Takt (Mo–Fr) |
| ----- | --- | ------------ |
| 366   | Bochum-Langendreer Luchsweg – BO-Langendreer West – Werne – Ruhr-Park – Kirchharpen – Rosenberg – Hiltrop Kirche – Riemke Markt – Riemke Bf | 60 min       |